# Bulle locale
Pour les articles homonymes, voir Bulle.

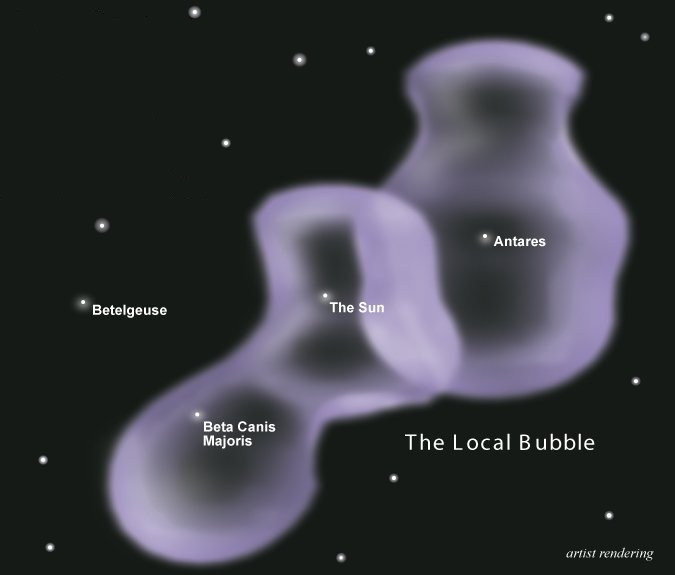
Vue d'artiste représentant la Bulle locale ainsi que la Bulle d'Antarès.

En astronomie, la Bulle locale (en anglais : Local Bubble), ou Bulle locale chaude, est une superbulle au sein de notre galaxie, dans laquelle est situé le Système solaire, et qui émet un surplus de rayons X. Cette formation n' est pas unique dans la Voie Lactée.

## Caractéristiques

### Origines
On soupçonne qu'elle résulte d'un ensemble d'explosions de supernovas survenues il y a quelques millions d'années. Il a été également proposé que la supernova à l'origine du pulsar très énergétique PSR J0633+1746 (Geminga) fasse partie de ses progéniteurs .

### Contenu
La Bulle locale elle-même n'est pas entièrement vide. En effet le Soleil (et le Système solaire entier) se trouve actuellement à l'intérieur d'un petit nuage interstellaire très diffus mais dont la température moléculaire est de l'ordre de 6 000 K, ce qui pour donner une idée représente approximativement la même température que la surface du Soleil,. La frontière de la bulle locale est le siège de formation d'étoiles.

### Forme
La bulle locale a une forme évoquant un sablier. Le système solaire est situé dans un de ses deux lobes, l'autre lobe est centré au voisinage de l'étoile β Canis Majoris (Murzim).
Ses dimensions seraient comprises entre 300 à 1000 années lumières.
Une carte 3D très détaillée de la Bulle locale a été publiée par quatre astrophysiciens dans le numéro de février 2010 de la revue Astronomy & Astrophysics.